# Hell on Earth Tour
Die Hell on Earth Tour ist eine seit 2005 veranstaltete Europa-Tournee für Bands der Hardcore-Punk-Szene und deren Subgenres.

## Geschichte
Die Hell on Earth Tour fand in den Jahren von 2005 bis 2012 jährlich sowie 2017 und 2023 statt. Da die Tour-Termine der Hell on Earth Tour europaweit geplant werden, fassen die Veranstaltungsorte eine unterschiedliche Anzahl an Besuchern.
Die Tournee ist vergleichbar mit der Impericon Never Say Die! Tour, welche 2007 erstmals ausgetragen wurde.

## Tournee-Jahre

### 2005
Im Premierenjahr 2005 tourten As I Lay Dying, Heaven Shall Burn, Neaera, Agents of Man und End of Days durch Europa. Die Tournee führte neben Deutschland auch durch Belgien, Dänemark, Italien, die Niederlande, Österreich, Schweden, die Schweiz, Tschechien und das Vereinigte Königreich. Die Tour begann am 23. September in Bochum und endete am 16. Oktober in Frankfurt. Insgesamt wurden 22 Konzerte gespielt, davon fanden 9 Konzerte in Deutschland statt.
Von dem Auftritt am 28. September 2005 im Club Universum in Stuttgart gibt es einen Live-Konzertmitschnitt von Heaven Shall Burn auf deren Studioalbum Deaf to Our Prayers, das im August 2006 inklusive einer Bonus-DVD in limitierter Version veröffentlicht wurde.

### 2006
Im Folgejahr tourten Cataract, Maroon, Heaven Shall Burn, God Forbid, Purified in Blood und A Perfect Murder durch Europa. Es wurden dieselben Länder wie im Jahr zuvor bereist, mit Ausnahme von Schweden und Tschechien, in denen kein Konzert stattfand. Diese Tour fand vom 15. September bis zum 7. Oktober 2006 statt und umfasste 23 Konzerte.

### 2007
Vom 13. September bis zum 9. Oktober 2007 folgte die dritte Tour-Auflage. Erstmals fanden auch Konzerte in Russland und Polen statt. Dieses Mal spielten Walls of Jericho, Fear My Thoughts, All Shall Perish und Born from Pain auf 25 Konzerten.

### 2008
Die vierte Hell on Earth Tour fand vom 23. September bis zum 19. Oktober 2008 statt. Erneut spielten Walls of Jericho als Headliner der Konzertreise. Begleitet wurde die Gruppe von Cataract, Evergreen Terrace, Animosity und The Red Chord. In diesem Jahr fand erstmals ein Konzert in Mulhouse (Mülhausen) in Frankreich im Rahmen des Noumacore Festivals statt.

### 2009
Im Jahr 2009 fand die Hell on Earth Tour vom 28. August bis zum 27. September statt. Erstmals gab es ein Konzert in der Slowakei. Auf dieser Tour spielten Earth Crisis, War from a Harlots Mouth, Neaera, Waking the Cadaver, Sworn Enemy, War of Ages und Thy Will Be Done. Ursprünglich waren Unearth für die Tour vorgesehen, spielten aber laut ihrem Label Positive Records lediglich in Köln und Münster.

### 2010
Bei der sechste Auflage der Hell on Earth Tour vom 17. September bis zum 17. Oktober 2010 spielten Terror, The Acacia Strain, All Shall Perish, Every Time I Die, Down to Nothing, Thick as Blood und Vera Cruz auf insgesamt 29 Konzerten. Vera Cruz spielten allerdings nicht im Vereinigten Königreich.

### 2011
Vom 26. August bis zum 20. September 2011 fand die siebte Auflage der Hell on Earth Tour statt. Diesmal spielten Unearth als Headliner auf der Tour. Weitere Bands waren Bane, Evergreen Terrace, Nasty und Casey Jones. Die Gruppe Full Blown Chaos sagten einen Auftritt in letzter Minute ab, sodass lokale Bands den Opener-Slot gewinnen konnten.

### 2012
Die achte Hell on Earth Tour im Jahr 2012 wurde mit Walls of Jericho, Death Before Dishonor, Betrayal und Hundredth als Hauptacts veranstaltet.

### 2017
2017 führte die Hell on Earth Tour durch Deutschland, Frankreich, Italien, die Niederlande, Österreich, die Schweiz, Tschechien und das Vereinigte Königreich. Mit Cattle Decapitation, Broken Hope, Hideous Divinity und Gloryhole Guillotine spielten dabei allerdings keine Hardcore-, sondern Grindcore- und Death-Metal-Bands.

### 2023
Bei der Hell on Earth Tour 2023 traten die Bands Unearth, Misery Index, Leach, Turbid North und Year of the Knife auf. Die Tour führte mit insgesamt 21 Konzerten durch Belgien, Dänemark, Deutschland, Frankreich, die Niederlande, Schweden, Tschechien und das Vereinigte Königreich.